# Sibylle Klefinghaus
Sibylle Klefinghaus (* 4. November 1949 in Lüdenscheid) ist eine deutsche Schriftstellerin.

## Leben und Werk
Sibylle Klefinghaus verbrachte Kindheit und Jugend in Lüdenscheid. Nach dem Schulabschluss und einer medizinischen Ausbildung studierte sie Ethnologie, Religionswissenschaft und Amerikanistik in Berlin, wo sie 1980 mit dem Band Das Kopfdromedar debütierte. Seitdem veröffentlicht die Autorin in erster Linie Gedichte  in Anthologien, Jahrbüchern, literarischen Kalendern, Literaturzeitschriften und Künstlerbüchern sowie mehreren Einzeltiteln. Seit Mitte der 1980er Jahre hielt sie sich viele Jahre lang in Tunesien, Jemen, Kenia, Burundi, Algerien und Belgien auf.
2011 gründete sie den Blaubuchverlag. 2018 gründete sie zusammen mit Michael Kellner die Poesiezeitschrift Spatzen.
Sibylle Klefinghaus lebt in Altwriezen, Ostbrandenburg.

## Gedichtbände
- das kopfdromedar (Piratinnensender GBR, Berlin 1980)
- tribut der schriftkundigen stämme (Kellner, Hamburg 1983), M. Kellner, ISBN 978-3-9220-3518-3.
- der zarte unsichtbare kompass. Illustrationen: Marianne Manda. Edition Mariannenpresse, Berlin 1991, Mariannenpresse, ISBN 978-3-9225-1059-8.
- heimweh nach weg von hier (Kellner, Hamburg 1993), M. Kellner, ISBN 978-3-9276-2334-7.
- rückwärts vorwärts (Stadtlichter Presse, Berlin 2002)
- ein unbenutztes ohr (Rimbaud, Aachen 2007), Rimbaud, ISBN 978-3-89086-572-0.
- schnellschnee (Rimbaud, Aachen 2009), Rimbaud, ISBN 978-3-89086-514-0.
- der augenschule blau (Lyrik Edition 2000, München 2015), Allitera Verlag, ISBN 978-3-86906-783-4.
- leben ist schon genug aber merkt das noch wer? (Edition Kellner/blaubuch, Spatzen #5, Hamburg 2019)
- flecktarn und fingerhut (roterfadenlyrik, Edition Haus Nottbeck, Oelde/Dortmund 2020),
- japanisch rot, (edition offenes feld, Dortmund 2020), BoD – Books on Demand, ISBN 978-3-7519-5293-4.
- herz lass nach, (edition offenes feld, Dortmund 2021), BoD – Books on Demand, ISBN 978-3-7543-4302-9.
- alle tassen, (edition offenes feld, Dortmund 2023), BoD – Books on Demand, ISBN 978-3-7568-8751-4.

## Übertragungen aus dem Amerikanischen (Auswahl)
- Gary Snyder, Aus der Spur – mit Ralf Zühlke (Stadtlichter Presse, Wenzendorf 2001)[3], ISBN 978-3-936271-03-4.
- Will Staple, Klapperschlangenfrau – mit Ralf Zühlke (Stadtlichter Presse, Wenzendorf 2004), ISBN 978-3-936271-22-5.
- Jack Micheline, Rotweinfluß – mit Ralf Zühlke (Stadtlichter Presse, Wenzendorf 2005)

## Auszeichnungen
- 1994: Stipendium Schloss Wiepersdorf
- 1997: Teilnahme Nikolaus-Lenau-Preis, Künstlergilde Esslingen
- 1998: Alfred-Döblin-Stipendium Wewelsfleth
- 2000: Stipendium Künstlerdorf Schöppingen